# Frente para a Libertação do Enclave de Cabinda

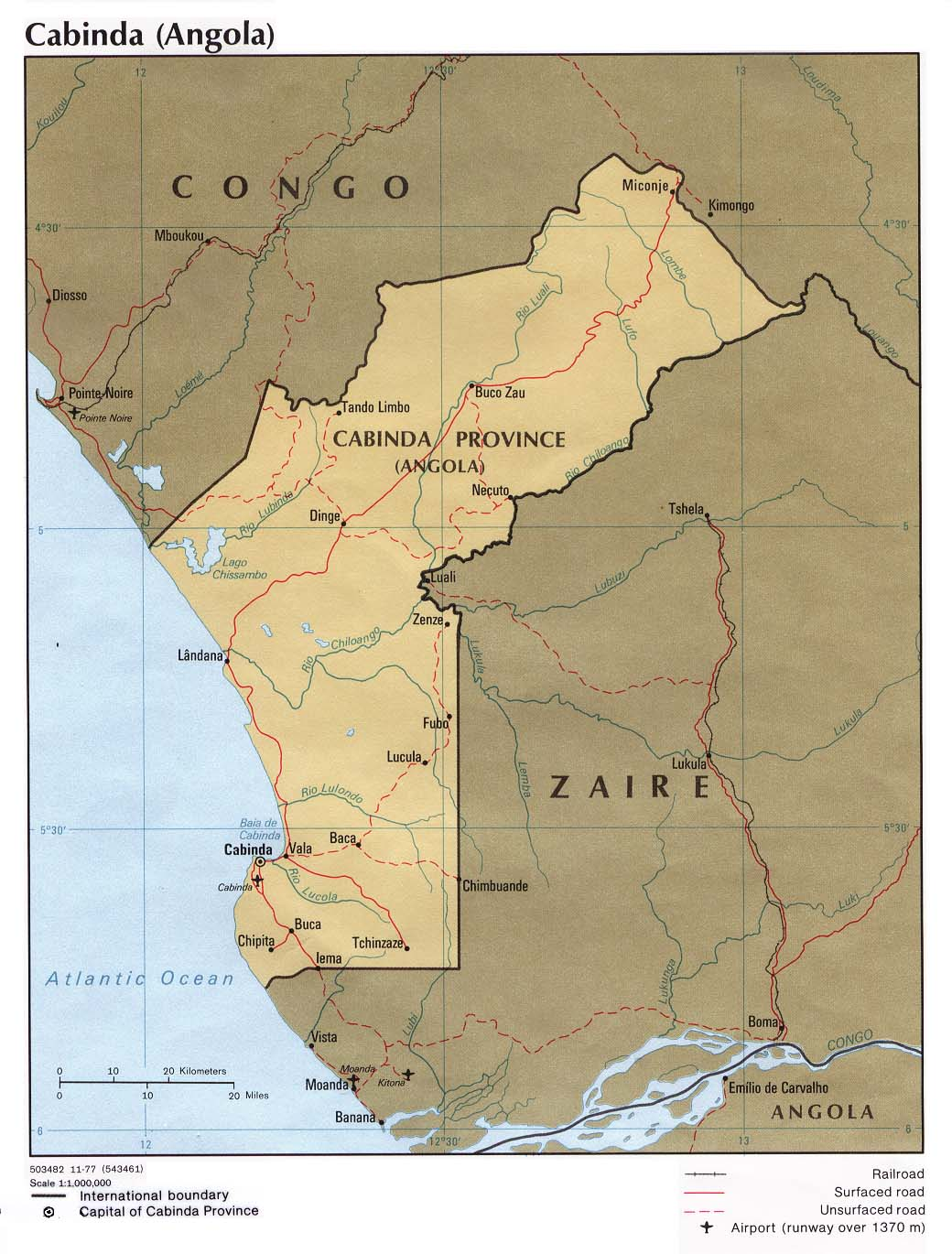
il territorio di Cabinda

Il Fronte per la liberazione dell'enclave di Cabinda (in portoghese Frente para a libertaçao do enclave de Cabinda - FLEC) è un'organizzazione politica e militare che si batte per l'indipendenza di Cabinda.
Questa organizzazione ha combattuto la Guerra coloniale portoghese e la Guerra civile in Angola

## Principali avvenimenti
Durante la Guerra coloniale Portoghese a Cabinda sorsero dei movimenti nazionalisti che dichiararono guerra all'Estado Novo portoghese.
Dopo la Rivoluzione dei Garofani il Portogallo concesse l'indipendenza a tutte le sue colonie, Cabinda compresa, che tuttavia venne assegnata all'Angola.
Nel 1975 il FLEC (derivato dalla fusione di gruppi preesistenti) instaurò un governo provvisorio con presidente Luiz Ranque.
Tra il novembre del 1975 e il gennaio del 1976 il MPLA occupò Cabinda con l'aiuto di truppe cubane.
Il MPLA conquistò facilmente le zone urbane, e il FLEC continuò a controllare la campagna.
Tuttora Cabinda non è uno stato indipendente, e l'Angola non intende concederle l'indipendenza, considerandola parte integrante del suo territorio, inoltre questa provincia produce il 60% del petrolio angolano. 

Un memorandum di pace sottoscritto nel 2006 tra le autorità angolane e alcuni gruppi dissidenti della FLEC per la concessione di una parziale autonomia alla provincia non ha posto termine al conflitto. Nel 2010 un clamoroso attacco contro la nazionale di calcio del Togo che si trovava in Angola per disputare la Coppa d'Africa (3 morti e 9 feriti) è stato rivendicato dalla FLEC. Nello stesso anno il fronte ha subito una nuova scissione tra i fautori di un accordo con il governo angolano e i sostenitori della prosecuzione della lotta armata guidati dallo storico leader Henrique N'Zita Tiago.

Dopo la morte di Tiago nel giugno 2016 il conflitto non si è attenuato.